# شيلديريك الأول
 شِلدَريك الأول أو شيلديريك (سي 437—481 م) هو ملك السليان الفرنكيين، واحدة من قبائل الفرنجة من 457 حتى وفاته، والد كلوفيس الأول.
خلف شلدريك الأول والده ميروفيوس الذي نسبت إليه السلالة الميروفنجية

## الإفرنجة
سمح الإمبراطور جُليان للإفرنجة -وهم من القبائل الجرمانية- بعبور نهر الراين والاستقرار على حدود الإمبراطورية الرومانية. وعندما بدأ الانحلال والتدهور في القسم الغربي من الإمبراطورية الرومانية في القرن الخامس الميلادي توغل الفرنجة في أراضي الإمبراطورية، واستعمروا الأجزاء الشمالية من الغال ووصلوا إلى شمال مدينة باريس الرومانية، وكان من ملوكهم كلوديون الملتحي الذي انتصر على الجيوش الرومانية بقيادة أسيوس ثم حكم بعده ميروفيوس الذي نسبت إليه السلالة الميروفنجية، ثم حكم من بعده ابنه شلدريك الأول ثم جاء ابنه كلوفيس الأول (سنة 481-511 م)

## كلوفيس الأول
خلف كلوفيس الأول والده شلدريك الأول في 481 ملكا قبائل السليان الفرنكيين، واحدة من قبائل الفرنجة الذين احتلوا المنطقة الواقعة إلى الغرب من نهر الراين السفلي، بما لديهم من مركز على طول الحدود بين فرنسا وبلجيكا.غزا كلوفيس القبائل الفرنجية المجاورة وأعلن نفسه بأنه الملك الوحيد قبل وفاته. ويعتبر كلوفيس الأول مؤسس كلا من فرنسا وحكم سلاله الميروفنجيين التي حكمت الإفرنجة لقرنين.